# Dompierre-sur-Helpe
 Dompierre-sur-Helpe là một xã ở tỉnh Nord trong vùng Hauts-de-France, Pháp.